# Sparkassen-Prüfungsverband
Der Sparkassen-Prüfungsverband (S-PV) ist eine Körperschaft des öffentlichen Rechts mit Sitz in Wien und in der Wirtschaftsprüfung tätig. Der Prüfungsverband ist gesetzlicher Abschlussprüfer und Bankprüfer seiner Mitglieder.

## Aufgaben und Aufsicht
Die Aufgaben des Sparkassen-Prüfungsverbandes und seine gesetzlichen Rahmenbedingungen sind insbesondere im §§ 24 und 24a Sparkassengesetz (SpG) geregelt. Zu den Aufgaben des Prüfungsverbandes zählen die Prüfung von Jahres- und Konzernabschlüssen (Jahresabschlussprüfung), Sonderprüfungen, Prüfungen gemäß § 2 Abs. 1 und 2a SpG und Prüfungen gemäß § 27a Abs. 4 Z 7 SpG (Gründungsprüfung, laufende Stiftungsprüfungen und allfällige Sonderprüfungen von Privatstiftungen). Des Weiteren ist der Prüfungsverband gem. § 8 Abs. 2 Kapitalmarktgesetz (KMG) befugt, Kapitalmarktprospekte von Emittenten zu prüfen.
Die Aufsicht des Sparkassen-Prüfungsverbandes obliegt dem Bundesminister für Finanzen und der Abschlussprüferaufsichtsbehörde (APAB). Ferner ist der Verband Mitglied des Austrian Financial Reporting Advisory Committee (AFRAC).

## Mitglieder
Die beiden größten Verbandsmitglieder sind die Großbanken Erste Group Bank AG und UniCredit Bank Austria AG. Gem. § 24 (1) SpG haben dem Prüfungsverband als seine ausschließlichen Mitglieder viele Einrichtungen verpflichtend anzugehören.
Mit Stand 2022 ist die Anzahl der Mitglieder:
- 50 Sparkassen/Sparkassen-Aktiengesellschaften
- 37 Privatstiftungen
- 8 Anteilsverwaltungssparkassen (AVS)
- Bausparkasse der österreichischen Sparkassen
- s Wohnbaubank AG